# Mineville (New York)
Mineville est une census-designated place du comté d'Essex, dans l'État de New York, aux États-Unis,. En 2020, elle compte une population de 1 327 habitants.